# Abdelmonaim Boussenna
Abdelmonaïm Boussenna (né le 27 mai 1989) est un influenceur et imam franco-marocain proche des Musulmans de France.

## Biographie

### Enfance et formation
Abdelmonaïm est né au Maroc, mais vit en France depuis son enfance. Il a fréquenté le lycée Averroès, le seul lycée musulman de France,. Il a fait des études d'ingénieur en télécommunications et a étudié à l'Institut européen des sciences humaines (IESH). Parallèlement à ses études d'ingénieur, il devient imam et est un récitateur du Coran.

### Imam à Roubaix
En 2012, il est imam au quartier des Trois-Ponts. En 2017, il est l'imam de la mosquée Arrahma de Roubaix,. Il possède également une agence de voyages avec laquelle il accompagne des pèlerins pour le hajj ou la oumra,,.

### Réseaux sociaux
Dès 2017, il se fait connaître sur les réseaux sociaux pour ses prises de position,,. L'unanimité des grands médias français[réf. nécessaire] tels que Mediapart, L'Express et Valeurs actuelles le qualifient de frériste,,. Mediapart précise toutefois :

« Pour Léo Michel, il y a une vraie difficulté à qualifier les fondateurs de Dini TV d’un point de vue théologique. « Ils se revendiquent de l’islam du juste milieu (Al Wasatiyya) et d’une compréhension contextualisée de la religion. » Et si certains marqueurs les ancrent sans ambiguïté du côté des Frères musulmans, en particulier Boussenna, l’étiquette est insuffisante. « Je préfère parler de néofrérisme car ils s’inscrivent dans cet héritage mais en actualisent la portée », explique Haoues Seniguer à propos de ces figures qui ont parfaitement intégré « le principe laïque et le respect de la République ». »

France 3 Régions rapporte que ses détracteurs l'accusent de tenir un double discours, se montrant modéré en public mais radical à huis clos. En 2023, sa chaîne YouTube compte plus de 800 000 abonnés, puis 913 000 en 2025.
Proche des Musulmans de France (ex-UOIF), Boussenna est un ami proche de Rachid Eljay, un autre imam influenceur. Il reçoit un courriel de l'homme ayant tiré sur celui-ci annonçant son acte.

### Lancement de la plateforme Dini TV
Il aurait quitté la France pour Dubaï. En septembre 2020, il lance aux côtés de l'imam Rachid Eljay une plateforme d'enseignement islamique en ligne nommée Dini TV, qui se veut une alternative islamo-centrée à Netflix et s'adresse à un public francophone. Cette plateforme est critiquée par La Croix pour professer un islam « rigoriste ».

## Prises de position et polémiques
En 2017, il suscite une polémique en se prononçant pour l'innocence de Tariq Ramadan dans une affaire de viol, ce qui le fait connaître sur les réseaux sociaux,,. Pendant la polémique autour du burkini en 2016, il suscite une autre polémique pour avoir promu une marque de burkinis pour fillettes,.
En 2018, il se prononce publiquement contre le djihadisme.
En 2022, Abdelmonaïm Boussenna soutient Mohamed Toujgani, imam marocain de la plus grande mosquée de Belgique située à Molenbeek, expulsé du pays pour « menace à la sécurité nationale ».